# Чернышев, Алексей Викторович
Чернышёв (Чернышев) Алексе́й Викторович — российский зоолог, специалист по немертинам, брюхоногим моллюскам (морские блюдечки, заднежаберные моллюски, униониды) и некоторым другим группам беспозвоночных. Автор и соавтор более 300 научных работ.

## Биография
Родился 24 октября 1969 года в г. Владивостоке. В 1987 году поступил в Дальневосточный государственный университет на биолого-почвенный факультет. С 1992 по 1995 год — аспирант кафедры зоологии ДВГУ.
- С 1996 года по настоящее время — преподаватель кафедры зоологии (в дальнейшем — кафедры биоразнообразия и морских биоресурсов ДВФУ). С 2009 г. - на должности профессора кафедры.
- С 1998 года — сотрудник (с 2019 — главный научный сотрудник) Института биологии моря имени А. В. Жирмунского (в дальнейшем — Национального научного центра морской биологии им. А. В. Жирмунского ДВО РАН).
- В 1996 году защитил кандидатскую диссертацию «Вооруженные немертины залива Петра Великого».
- В 2008 году защитил докторскую диссертацию «Сравнительная морфология, систематика и филогения немертин».

Автор и соавтор более 300 научных работ по немертинам, моллюскам, ракообразным, камптозоям, книдариям, коловраткам и другим группам беспозвоночных, а также по сумчатым грибам порядка Coronophorales. Описал более 120 новых для науки видов. 
- Автор блога https://olnud.livejournal.com

## Труды
- Исаева В. В., Каретин Ю. А., Чернышев А. В., Шкуратов Д. Ю. Фракталы и хаос в биологическом морфогенезе. Владивосток: «Дальнаука». 2004. 162 с.
- Чернышев А. В. О высших таксонах немертин с обзором системы подкласса Anopla// Зоол. ж. 1995. Т. 74, вып. 1. С. 7-18.
- Чернышев А. В. Сравнительная морфология, систематика и филогения немертин. Владивосток: Дальнаука. 2011. 309 с.
- Царева Л. А., Василенко С. В., Чернышев А. В. Биота российских вод Японского моря. Т. 10. Кумовые раки (Cumacea). Владивосток: Дальнаука. 2013. 274 с.
- Chernyshev A.V. Confocal laser scanning microscopy analysis of the phalloidin-labelled musculature in nemerteans// J. Nat. Hist. 2010. Vol. 44. P. 2287—2302.
- Chernyshev A.V. Nemertean biodiversity in the Sea of Japan and adjacent areas // Marine Biodiversity and Ecosystem Dynamics of the North-Western Pacific Ocean. (Eds. Sun S.et al.). Beijing: Publishing House of Science. 2014. P. 119—135.
- Chernyshev A.V. CLSM analysis of the phalloidin-stained muscle system of the nemertean proboscis and rhynchocoel// Zoological Science. 2015. Vol. 32. P. 547—560.
- Chernyshev A.V., Maslakova S.A. Phylum Nemertea // Buzhinskaja G.N. (ed.). Illustrated Keys to Free-Living Invertebrates of Eurasian Arctic Seas and Adjacent Deep Waters, Vol.2. Nemertea, Cephalorhyncha, Oligochaeta, Hirudinida, Pogonophora, Echiura, Sipuncula, Phoronida, and Brachiopoda. Alaska Sea Grant, University of Alaska Fairbanks, Fairbanks. 2011. P. 3-34.
- Chernyshev A.V., Polyakova N.E., Turanov S.V., Kajihara H. Taxonomy and phylogeny of Lineus torquatus and allies (Nemertea, Lineidae) with descriptions of a new genus and a new cryptic species// Systematics and Biodiversity. 2018. Vol. 16(1). P. 55-68.
- Kvist S., Chernyshev A.V., Giribet G. Phylogeny of Nemertea with special interest in the placement of diversity from Far East Russia and northeast Asia // Hydrobiologia. 2015. Vol. 760(1). P. 105—119.
- Vasilyeva L., Chernyshev A., Stephenson S.L. Pyrenomycetes of the Russian Far East 4: family Nitschkiaceae (Coronophorales, Ascomycota)// Mycologia. 2010. Vol. 102 (1). P. 233—247.

## Некоторые надвидовые таксоны, описанные А. В. Чернышевым
- Класс Arhynchocoela Chernyshev, 1995
- Отряд Arhynchonemertea Chernyshev, 1995
- Отряд Tubulaniformes Chernyshev, 1995
- Отряд Carinomiformes Chernyshev, 1995
- Отряд Hubrechtiiformes Chernyshev, 1995
- Подотряд Cratenemertea Chernyshev, 2003
- Подотряд Eumonostilifera Chernyshev, 2003
- Инфраотряд Amphiporina Chernyshev & Polyakova, 2019
- Инфраотряд Oerstediina Chernyshev & Polyakova, 2019
- Семейство Arhynchonemertidae Chernyshev, 1995
- Семейство Carinomellidae Chernyshev, 1995
- Семейство Carininidae Chernyshev, 2011
- Семейство Cephalotrichellidae Chernyshev, 2011
- Семейство Eopilidiidae Kajihara, Abukawa & Chernyshev, 2022
- Семейство Erginidae Chernyshev, 2018
- Семейство Hubrechtellidae Chernyshev, 2003
- Семейство Korotkevitschiidae Chernyshev, 2003
- Семейство Oerstediidae Chernyshev, 1993
- Семейство Paralineidae Chernyshev, 1995
- Семейство Poseidonemertidae Chernyshev, 2002
- Семейство Riseriidae Chernyshev, 1995
- Семейство Sacconemertidae Chernyshev, 2005
- Семейство Sagaminemertidae Chernyshev, 2003
- Семейство Zygonemertidae Chernyshev, 2005
- Род Abyssonemertes Chernyshev & Polyakova, 2018
- Род Alexandronemertes Chernyshev, 1991
- Род Aglaona Chaban, Ekimova, Schepetov & Chernyshev, 2022
- Род Arctostemma Chernyshev et al., 2021
- Род Asteronemertes Chernyshev, 1991
- Род Dolichobdella Utevsky & Chernyshev, 2013
- Род Heteronemertes Chernyshev, 1995
- Род Eopilidion Kajihara, Abukawa & Chernyshev, 2022
- Род Galathenemertes Chernyshev & Polyakova, 2019
- Род Kirsteueriella Chernyshev, 2002
- Род Kulikovia Chernyshev et al., 2017
- Род Nemertovema Chernyshev & Polyakova, 2018
- Род Nipponomicrura Chernyshev, 1995
- Род Proamphiporus Chernyshev & Polyakova, 2019
- Род Protubulanus Chernyshev, 1995
- Род Rfemsia Chernyshev, 2000
- Род Sonnenemertes Chernyshev et al., 2015
- Род Tetranemertes Chernyshev, 1991

## Некоторые виды, названные в честь А. В. Чернышева
- Aenigmastyletus alexei Martynov, 1998
- Coriella chernyshevi Borisanova & Potanina, 2016
- Ototyphlonemertes chernyshevi Kajihara, Tamura & Tomioka, 2018
- Vemakylindrus chernyshevi Vassilenko & Tzareva, 2009